# 移位法则
移位法则 是关于序列和级数的一个数学法则。
以下讨论的 {\displaystyle n} 和 {\displaystyle N} 都是自然数。 
对于序列，这条法则称，如果 {\displaystyle (a_{n})} 是一个序列，那么它收敛当且仅当 {\displaystyle (a_{n+N})} 收敛，并且此时这两个序列总是收敛到相同的值。
对于级数，这条法则称， {\displaystyle \sum \limits _{n=1}^{\infty }a_{n}} 收敛到某个数，当且仅当 {\displaystyle \sum \limits _{n=1}^{\infty }a_{n+N}} 收敛。